# Jaromír Možíš (fotbalista)
Jaromír Možíš (* 21. prosince 1942 Přerov) je bývalý český fotbalový obránce. Jeho otcem byl právník a bývalý starosta města Přerov Jaromír Možíš.

## Fotbalová kariéra
V československé lize hrál za Spartu Praha a VCHZ Pardubice. Je mistrem Československa z roku 1967 se Spartou Praha. V Poháru mistrů evropských zemí v sezóně 1967–1968 nastoupil v 1 utkání proti Skeid Oslo. Po ukončení aktivní fotbalové kariéry působil dlouhá léta jako trenér mládežnických klubů ve VCHZ Pardubice, následně se věnoval trenérské činnosti v nižších fotbalových soutěžích v okrese Pardubice. Fotbalu se věnovali i oba jeho synové Daniel (VTJ Karlovy Vary, SK Pardubice - 2.liga) a Kamil, v současnosti štafetu převzali vnuci Nicolas (FK Pardubice - 1.liga) a Jaromír.

## Ligová bilance
| Ročník                                   | Zápasy | Góly | Minuty | Kluby          |
| ---------------------------------------- | ------ | ---- | ------ | -------------- |
| 1. československá fotbalová liga 1966/67 | 12     | 2    | 996    | Sparta Praha   |
| 1. československá fotbalová liga 1967/68 | 3      | 0    | 234    | Sparta Praha   |
| 1. československá fotbalová liga 1968/69 | 19     | 1    | 1 637  | VCHZ Pardubice |
| CELKEM                                   | 34     | 3    | 2 867  |                |